# Автоматическая регулировка усиления
Автоматическая регулировка усиления, АРУ (англ. automatic gain control, сокр. AGC) — процесс, при котором выходной сигнал некоторого устройства, как правило электронного усилителя, автоматически поддерживается постоянным по некоторому параметру (например, амплитуде простого сигнала или мощности сложного сигнала), независимо от амплитуды (мощности) входного сигнала. В аппаратуре, использующейся для прослушивания радиовещательного эфира, АРУ также называют устарелым термином автоматическая регулировка громкости (АРГ), а в приёмниках проводной связи — автоматической регулировкой уровня. В импульсных приёмниках (радиолокационных и других) применяют АРУ, учитывающие особенности работы в импульсном режиме.
АРУ применяется для исключения перегрузки выходных каскадов приёмников при больших входных сигналах. Используется в бытовой аппаратуре, в приёмниках спутников связи и т. д. Также, существует ручная регулировка усиления (РРУ), выполняется на пассивных или активных (электронных) радиоэлементах или с помощью аттенюаторов.

## История создания
В 1925 Гарольд Олден Уилер изобрел автоматическую регулировку громкости (АРГ) и получил патент. Карл Кюпфмюллер издал анализ систем АРУ в 1928. К началу 1930-х все бытовые радиоприемники включали автоматическую регулировку громкости.

## Классификация
Существует три типа АРУ: простая, усиленно-задержанная и просто задержанная.
Или по типу сигнала схемы АРУ бывают двух типов:
- Прямоугольный импульсный сигналдля импульсного сигнала;
- для непрерывного сигнала.

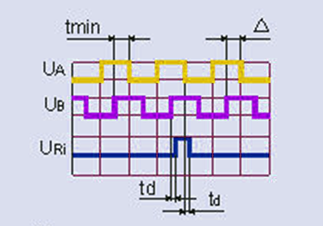
Прямоугольный импульсный сигнал

Также, если искажения сигнала не важны, применяют схему ограничителя.

## Устройство
Напряжение сигналов, поступающих на вход приёмника, как правило значительно меняется: из-за различия передаваемой мощности передатчиков и расстояний их от места приёма, замираний сигналов при распространении, резкого изменения расстояний и условий приёма между передатчиком и приёмником, установленными на движущихся объектах (самолётах, автомобилях и т. д.), и других причин. Это приводит к недопустимым колебаниям или искажениям сигналов в приёмнике. Система АРУ стремится минимизировать различия напряжения выходного и входного сигнала приёмника. Это осуществляется посредством цепей, которые передают выпрямленное детектором регулирующее напряжение на базы транзисторов, усилителей высокой, промежуточной частоты и преобразователя частоты, которые уменьшают их усиление с увеличением напряжения сигнала на входе и наоборот: происходит компенсация в приёмнике изменений напряжения входных сигналов.
Основные параметры систем АРУ:
- Динамический диапазон (дБ) — это глубина изменения входного сигнала (разница между минимальным и максимальным сигналом), при котором ещё выходной сигнал находится в допустимых пределах;
- Время срабатывания АРУ (дБ/с) — отражает скорость реакции АРУ на скачок входного сигнала. Данный параметр равен бесконечности (нулевое время срабатывания) для ограничителя сигнала.

Важным свойством системы АРУ является наличие выхода, показывающего уровень входного сигнала (невозможно сделать для ограничителя).

## Схемы АРУ

### Обратная
Эта схема получила такое название, из-за того, что управляющее напряжение (Uупр) подается со стороны выхода в направлении входа РУ. Пропорционально уровню входного сигнала обеспечивается управляющее напряжение, благодаря коэффициенту передачи КД детектора АРУ (ДЕТ): Uупр = КД ⋅ Купр ⋅ Uвых. Фильтр АРУ (ФНЧ) отфильтровывает составляющие частот модуляции и пропускает медленно меняющиеся составляющие напряжения Uупр.
Цепь АРУ называется простой, если она состоит только из детектора и фильтра. В цепь АРУ может включаться усилитель, устанавливаемый после детектора (УПТ).

### Прямая
Входное напряжение Uвх детектируется, и за счёт этого формируется управляющее напряжение Uупр. Выходное напряжение получается путём умножения Uвх на коэффициент усиления Ko. Таким образом, при увеличении Uвх уменьшается Ko; при этом их произведение может оставаться постоянным, что позволяет реализовать идеальную характеристику АРУ, но практически добиться этого не удается. Прямая схема АРУ имеет некоторые существенные недостатки, один из которых состоит в необходимости включать перед детектором в цепи АРУ дополнительный высокочастотный (ВЧ) усилитель с большим коэффициентом усиления, прямая АРУ также нестабильна, то есть подвержена воздействию различных дестабилизирующих факторов. В связи с этим она нашла ограниченное применение.

### Пассивная
Пассивные АРУ-устройства, не потребляющие электрическую энергию, то есть не имеющие в своём составе источников тока. Как правило, такие пассивные АРУ выполняются в виде аттенюаторов, каждый из резисторов которого представляет собой термосопротивление (термисторы). С повышением температуры сопротивление увеличивается, что вызывает уменьшение вносимого ослабления аттенюатором. И, наоборот, при понижении температуры окружающей среды ослабление аттенюатора увеличивается.

## Автоматическая регулировка уровня записи

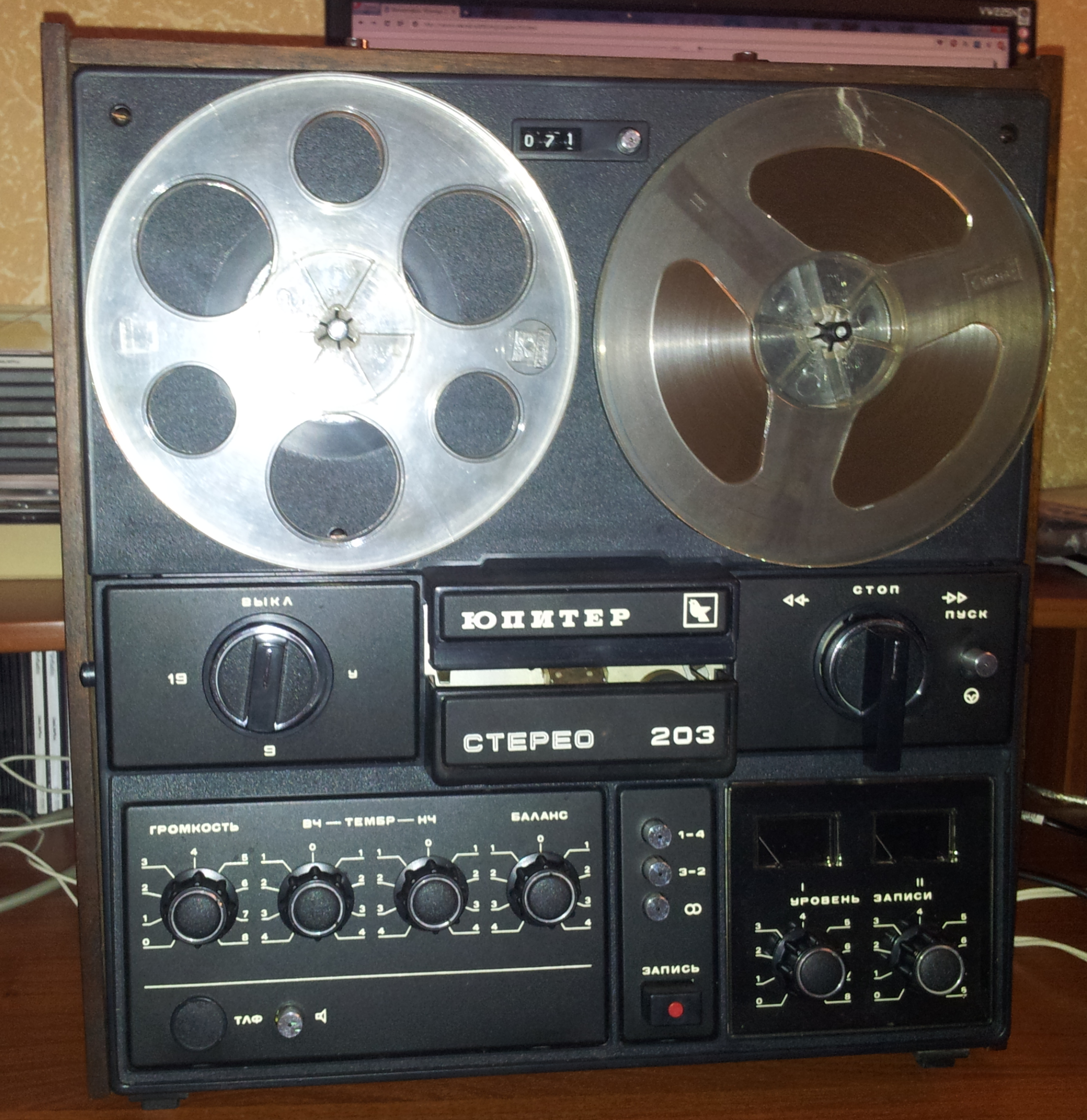
Катушечный магнитофон "Юпитер-203-стерео", Киевское ПО "Коммунист", 1979 г. с регулировкой уровня записи

АРУЗ — автоматическая регулировка уровня записи в устройствах магнитной звукозаписи.  
В общем случае АРУЗ выравнивает амплитуду звукового сигнала для записи равномерного и качественного звука. 
Автоматическая регулировка уровня записи  применяется в съемочной технике и других устройствах магнитной звукозаписи, используемой в видеопроизводстве для предотвращения проблем ручной регулировки уровня записи звука. При ручной регулировке уровня записи звука необходимо постоянно следить за индикатором звука и устанавливать приемлемый уровень записи звука согласно уровню принимаемого звукового сигнала. Это отвлекает  от работы с визуальным содержанием кадра. При этом даже при постоянном слежении за индикатором записи звука избежать кратковременных перегрузов или, наоборот, потери звуковой информации не удаётся. Ручное регулирование уровня записи трубет временных затрат, что негативно сказывается на результатах работы. 
Способ АРУЗ заключается в том, что: 
- в процессе звукозаписи измеряют уровень записываемого сигнала, на основе которого регулируется коэффициент усиления усилителя в тракте звукозаписи до достижения требуемой величины уровня записываемого сигнала,
- отличающийся тем, что в тракте звукозаписи постоянно определяют текущее значение коэффициента стохастичности записываемого сигнала и сравнивают полученное значение с пороговой величиной, которая задается заранее,
- а коэффициент усиления усилителя регулируется только при текущем значении коэффициента стохастичности, не превышающим пороговой величины,
- и поддерживают постоянный коэффициент усиления усилителя, равный коэффициенту усиления усилителя в момент превышения текущим значением коэффициента стохастичности заданной пороговой величины, в течение всего периода такого превышения.[4]